# Route 332 (Terre-Neuve-et-Labrador)
Pour les articles homonymes, voir Route 332.
La route 332 est une route tertiaire de la province de Terre-Neuve-et-Labrador, située dans le nord-est de l'île de Terre-Neuve. Elle est plus précisément située dans la région de Carmanville, 70 kilomètres au nord de Gander. Elle est une route faiblement empruntée. Route alternative de la route 330, elle est nommée Frederickton Road, mesure 23 kilomètres et est une route asphaltée sur l'entièreté de son tracé.

## Tracé
La 332 débute au sud de Main Point, 8 kilomètres au nord-est du village de Gander Bay. Elle se dirige vers le nord sur 14 kilomètres, suivant la baie Gander. Elle arrive ensuite à Frederickton, où elle tourne vers l'est pour suivre la bras de mer Hamilton. Elle possède de nombreuses courbes en suivant les baies, puis elle traverse Carmanville, où elle se termine sur une intersection en T avec la route 330.

## Communautés traversées
- Main Point
- Davidsville
- Beaver Cove
- Frederickton
- Noggln Cove
- Carmanville